# 0385

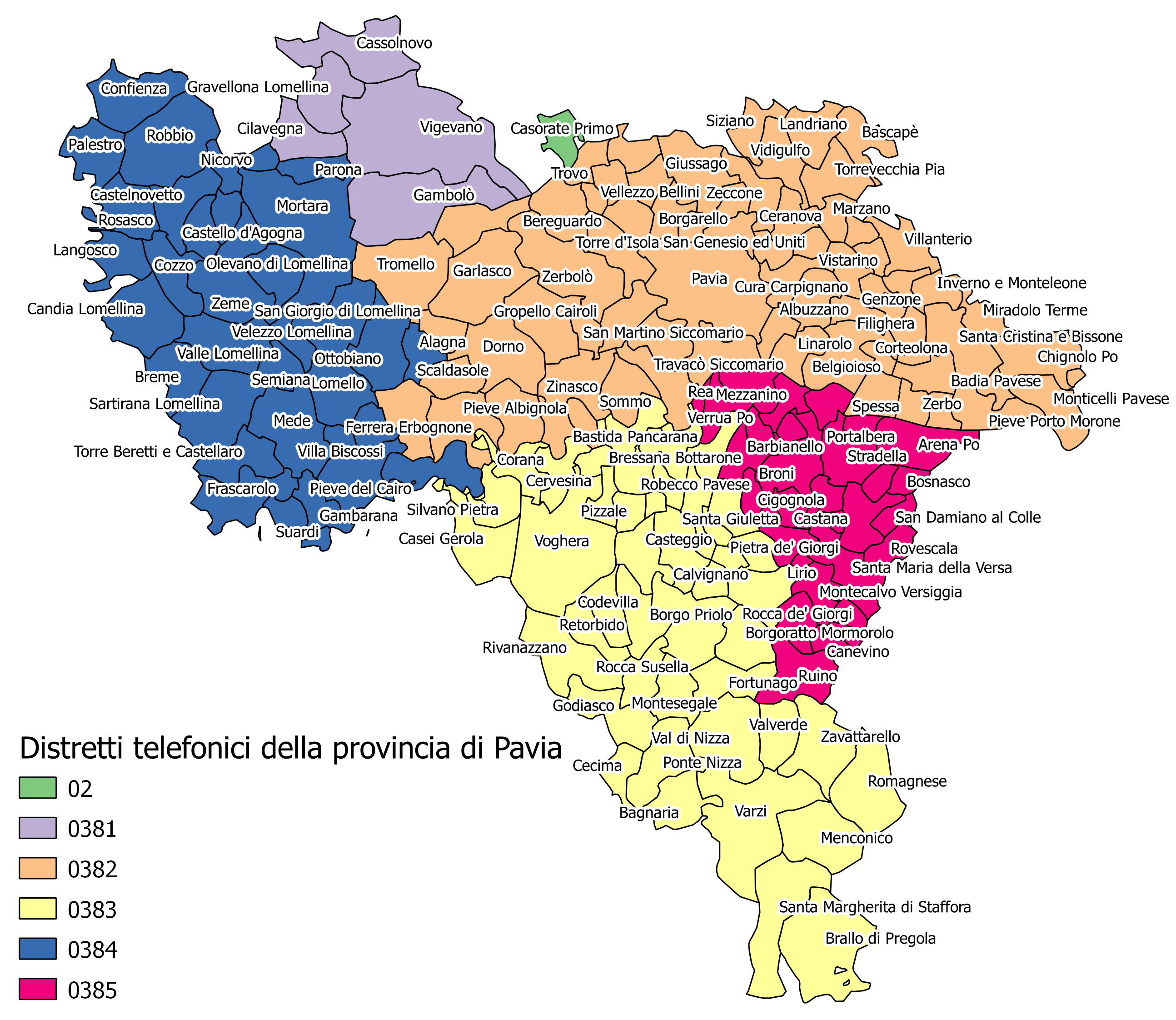
Mappa dei prefissi telefonici nella provincia di Pavia

0385 è il prefisso telefonico del distretto di Stradella, appartenente al compartimento di Milano.
Il distretto comprende la parte sud-orientale della provincia di Pavia. Confina con i distretti di Pavia (0382) a nord, di Piacenza (0523) a est e di Voghera (0383) a sud e a ovest.

## Aree locali e comuni
Il distretto di Stradella comprende 31 comuni compresi in 1 area locale: Albaredo Arnaboldi, Arena Po, Barbianello, Bosnasco, Broni, Campospinoso, Canevino, Canneto Pavese, Casanova Lonati, Castana, Cigognola, Golferenzo, Lirio, Mezzanino, Montecalvo Versiggia, Montescano, Montù Beccaria, Pietra de' Giorgi, Portalbera, Rea, Redavalle, Rocca de' Giorgi, Rovescala, Ruino, San Cipriano Po, San Damiano al Colle, Santa Maria della Versa, Stradella, Verrua Po, Volpara e Zenevredo .